# Peter Thumb

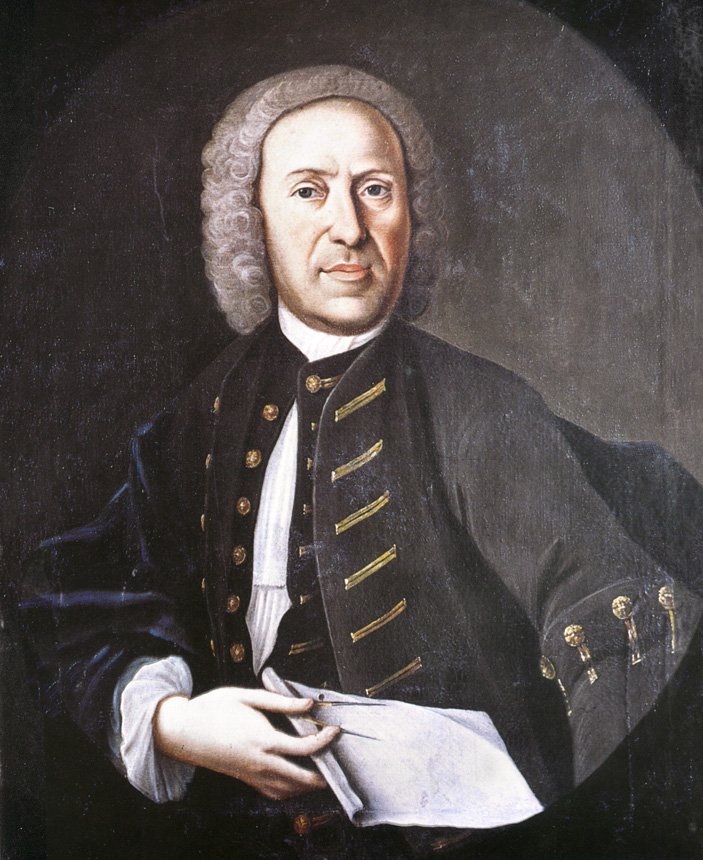
Ölgemälde (Privatbesitz), Peter Thumb

Peter Thumb (* 18. Dezember 1681 in Bezau, Vorarlberg; † 4. März 1766 in Konstanz) war ein Baumeister des Rokoko, der in Südbaden, im Schwarzwald, im Elsass, in Oberschwaben, am Bodensee und in der Schweiz tätig war.

## Leben
Peter Thumb war ein Sohn des Vorarlberger Baumeisters Michael Thumb. Er ging zunächst bei dem Steinmetz Michael Berbig in Au in die Lehre und arbeitete dann für seinen späteren Schwiegervater, den Baumeister Franz Beer. Thumb war mit dessen Tochter Anna Maria (* um 1687) verheiratet.
Erste eigene größere Arbeiten waren die Abteikirche Ebersmünster im Elsass und die Kirche und Bibliothek des Klosters St. Peter auf dem Schwarzwald. 1725 erhielt er in Konstanz das Bürgerrecht. 1737 wurde er Mitglied des Großen Rats der Stadt. Nach St. Peter gab Thumb das traditionelle Vorarlberger Wandpfeilerschema beim Bau von Kirchen auf.
Wie in der Wallfahrtskirche Birnau bediente sich Thumb in Mengen 1741–1744 zweier Kunstgriffe. Er brachte in halber Höhe einen mit der Orgelempore verbundenen durchlaufenden Umgang an. Er schuf außerdem mit zwei bogenförmig ausschwingenden Auskragungen (Konchen) in der vierten Langhausachse Platz für zwei Seitenaltäre. Zum Projekt „Mengen“  wurden 2003 im Generallandesarchiv Karlsruhe zahlreiche Grundrisse und Aufrisse erschlossen, welche der Forschung bis dahin noch nicht bekannt waren.
Die Wallfahrtskirche Birnau, die er 1747–1750 für das Kloster Salem errichtete, gilt als sein Meisterwerk. Dort schuf Thumb solide Architektur, im Zusammenspiel mit der spielerischen figürlichen Ausstattung Joseph Anton Feuchtmayers und den Deckenfresken von Gottfried Bernhard Göz ein eindrucksvolles Gesamtkunstwerk. Auch durch ihre malerische Lage am Bodensee ist die Birnau heute ein Anziehungspunkt für Touristen und eine Hauptsehenswürdigkeit der Oberschwäbischen Barockstraße.
Mit der Stiftsbibliothek St. Gallen erbaute Thumb einen der bedeutendsten Bibliotheksräume des Barock, der ebenfalls bis heute ein Besuchermagnet ist und mit der gesamten Klosteranlage der Fürstabtei St. Gallen zum Weltkulturerbe der UNESCO zählt. Die Ostfassade und andere Teile der Klosterkirche in St. Gallen wurden von Johann Michael Beer von Bildstein vermutlich nach Entwürfen Peter Thumbs errichtet.
Am  4. März 1766 verstarb Peter Thumb im Alter von 84 Jahren in Konstanz.

## Werke (Auswahl)
Die Pfarrkirche in Schwerzen soll nach seinem Vorbild (man vermutete auch schon nach einem Entwurf von ihm, doch gibt es keine Belege dafür) entstanden sein. Auch der Kirchturm der Klosterkirche Schuttern aus dem Jahre 1722–23 wird ihm zugeschrieben (jedoch keine Belege).
- Pfarrkirche Lachen im (Kanton Schwyz), 1707–1711
- Abteikirche Ebersmünster im Elsass, 1708–1712 (Fassade und Türme) und 1719–1727
- Kirche St. Martin in Erstein, 1715, später neo-romanisiert durch Antoine Ringeisen
- Schloss Neuenburg, Stadtresidenz des Fürstabts von Murbach in Gebweiler im Elsass, 1715–1718
- Kloster und Kirchenumbau Kloster Ettenheimmünster, ab 1718
- Wallfahrtskirche Thierenbach bei Jungholtz im Elsass, 1719–1723
- Klosterkirche Königsbrück bei Haguenau, 1721 (nicht erhalten)
- Umbau der Kirche und Neubau des Konventgebäudes im Zisterzienserinnenkloster Lichtenthal bei Baden-Baden, 1723–1724[5], 1728–1734[6]
- Umbau des Münsters Schwarzach und Neubau der Konventgebäude, ab 1724[7]
- Kloster Friedenweiler, ab 1725
- Abteikirche St. Cyriak in Altorf, 1725 (Chor- und Querhaus), → Kloster Altdorf
- Kloster Tennenbach, 1726–1741, ab 1829 bis auf eine frühgotische Kapelle völlig abgetragen
- Klosterkirche St. Maria in Frauenalb (Gemeinde Marxzell), 1727–1733 (als Ruine erhalten)
- Kloster Günterstal, 1728 bis 1738, Außenmauern der Klostergebäude erhalten
- Kirche St. Margarethen in Waldkirch, 1732–1734
- Kirche und Kloster St. Trudpert, 1737–1756
- Kirche und Priorat Sankt Ulrich im Schwarzwald, 1739–1744
- Klosterkirche und Bibliothekssaal in St. Peter auf dem Schwarzwald, 1724–1756
- Kirche und Priorat Mengen, 1741–1745 (Kirche 1810 abgebrannt).
- Pfarrhaus Bermatingen, 1746–1747
- Wallfahrtskirche St. Maria und Priorat Birnau, 1747–1750
- Pfarrkirche St. Peter und Paul in Hilzingen, 1747–1749 (Zuschreibung)
- Haus zum Roten Drachen Tiergarten-Apotheke in Konstanz, um 1750
- Katholische Pfarrkirche St. Georg in Mundelfingen, 1750–1751
- Stadtpfarrkirche Mariä Himmelfahrt in Tiengen, 1753–1755
- Stiftsbibliothek und Krankenhaus der Fürstabtei St. Gallen, 1758–1767

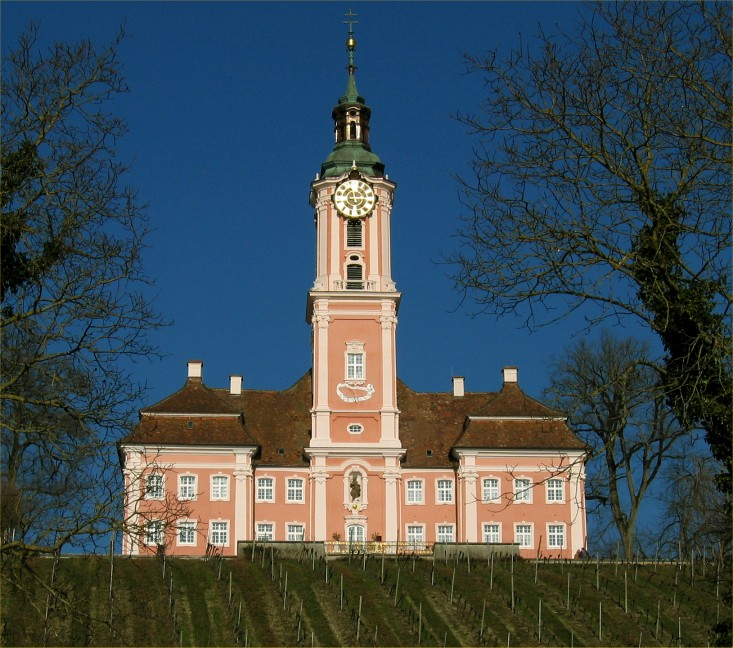
Wallfahrtskirche Birnau
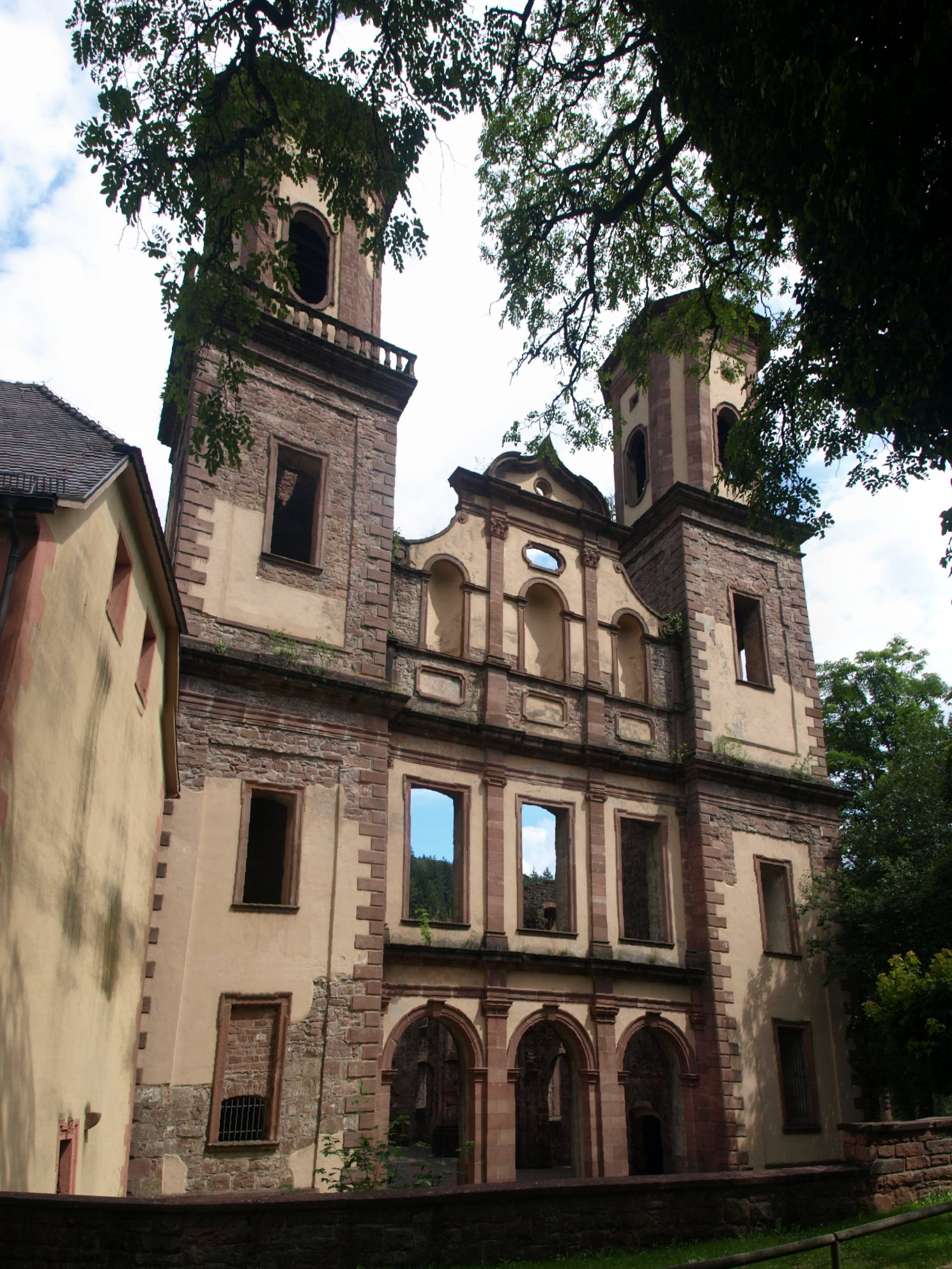
Klosterruine Frauenalb
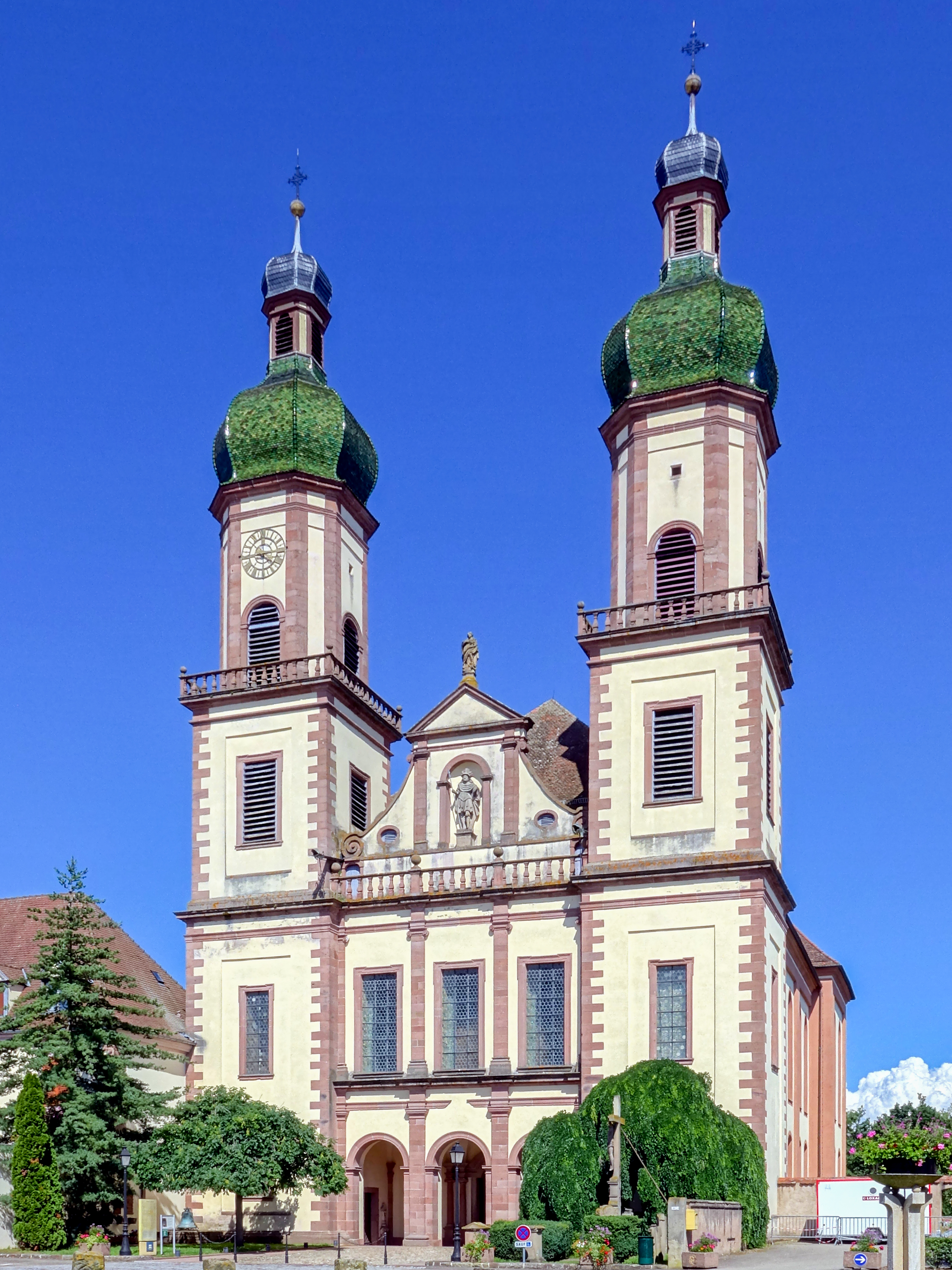
Klosterkirche Ebersmünster
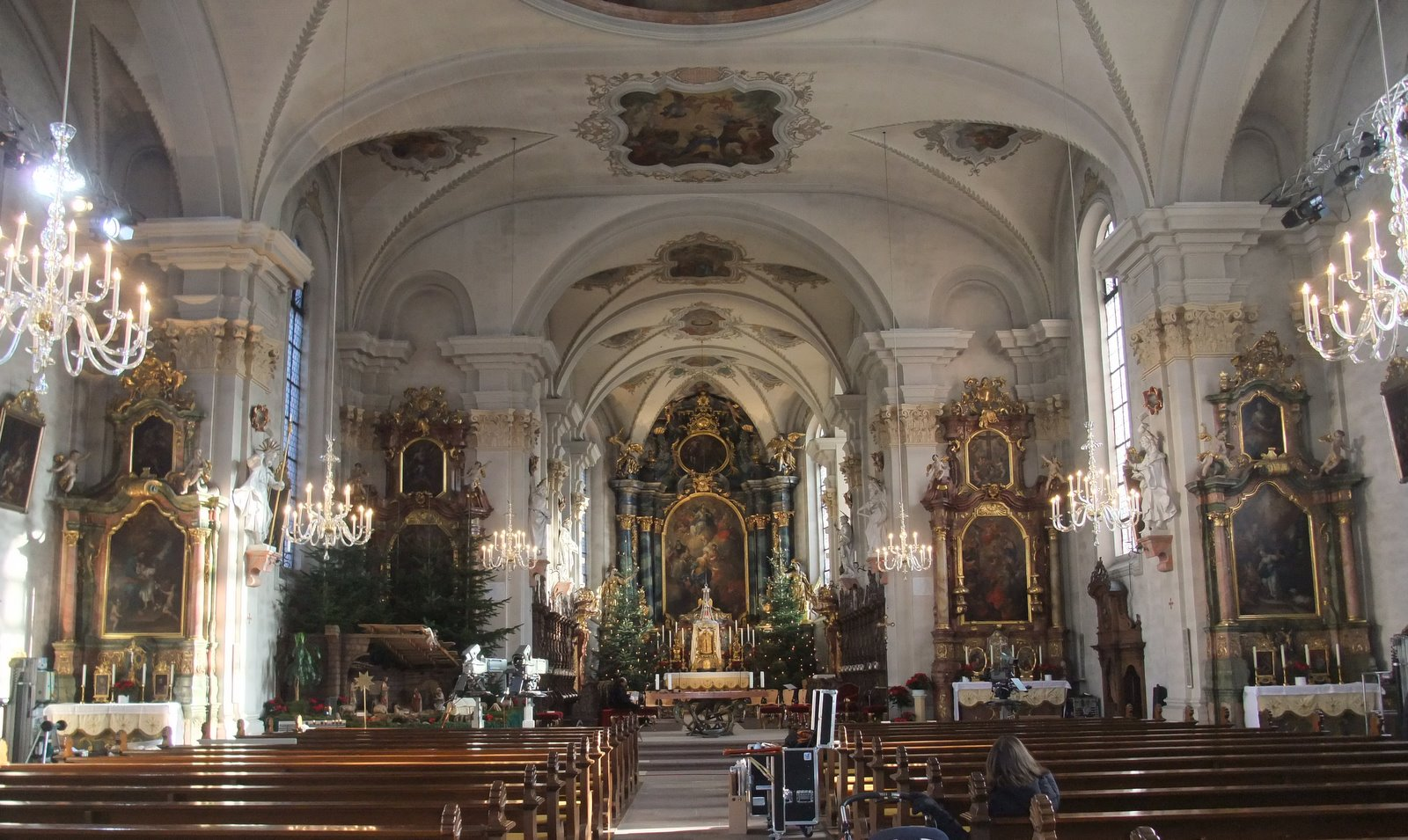
Kirchenschiff St. Margarethen Waldkirch
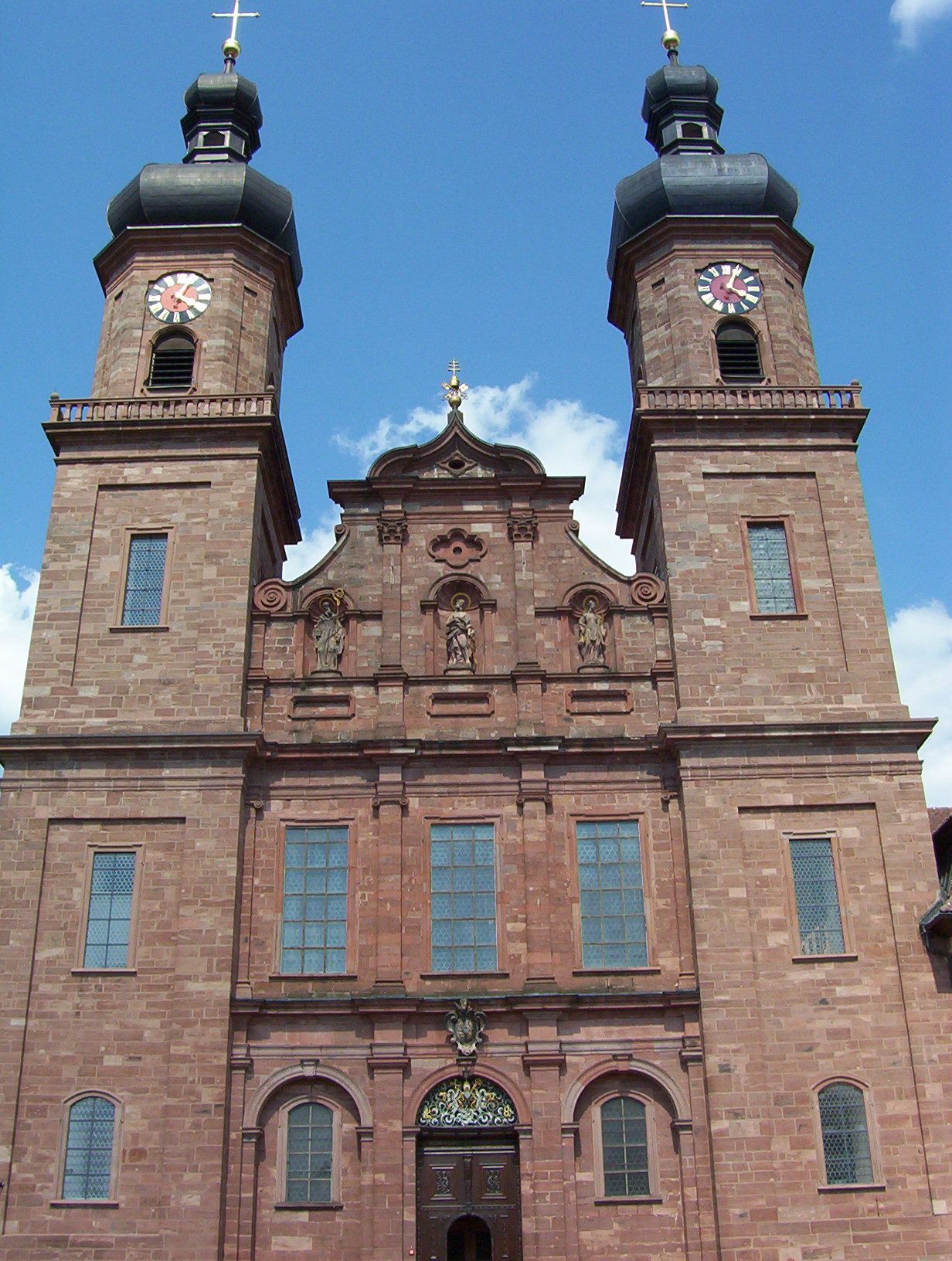
Klosterkirche St. Peter auf dem Schwarzwald
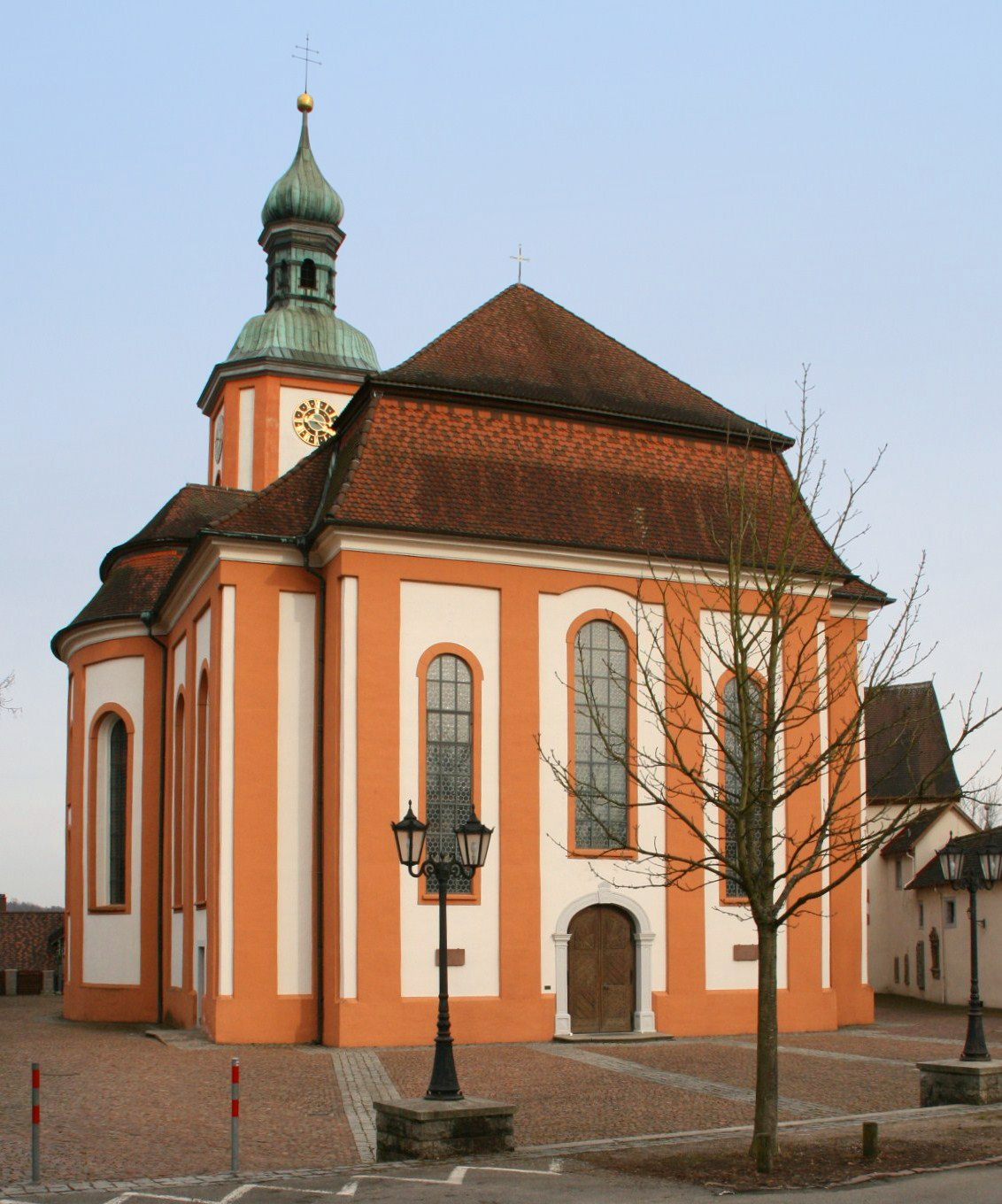
Stadtpfarrkirche Mariä Himmelfahrt in Tiengen
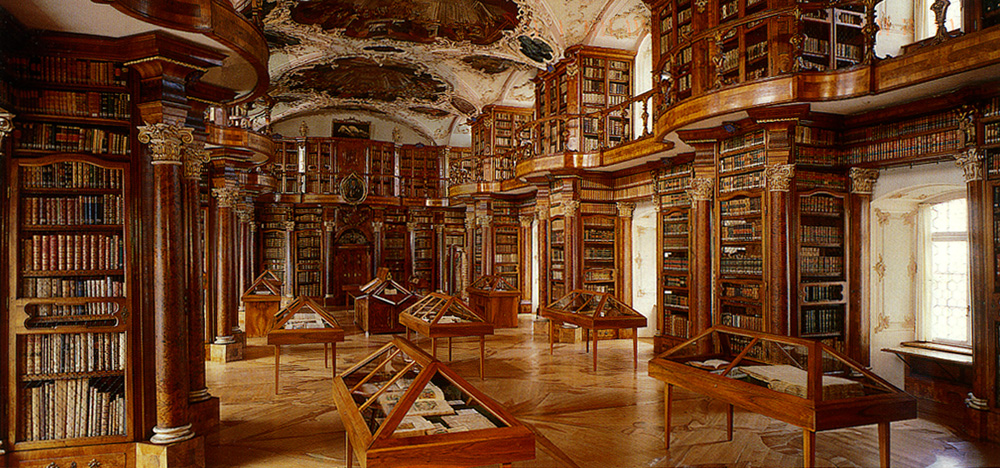
Stiftsbibliothek St. Gallen
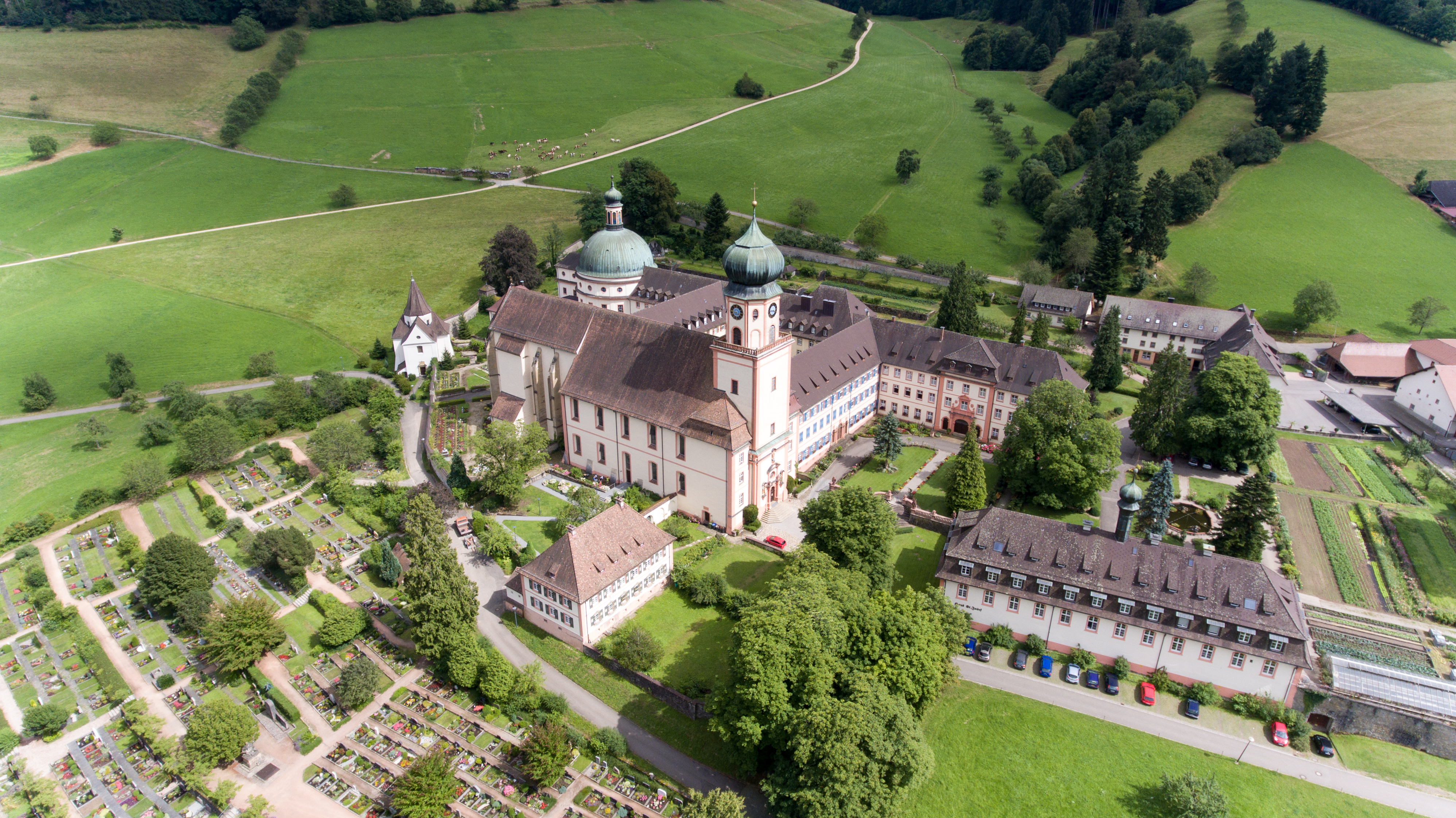
Kloster und Kirche St. Trudpert, Münstertal

## Ehrungen
Nach Peter Thumb gibt es eine Reihe von Straßenbenennungen: In Freiburg im Breisgau, in St. Peter (Hochschwarzwald), in Münstertal/Schwarzwald, in Friedenweiler, in Rust (Baden), in Waldkirch, Konstanz, Hilzingen, Singen (Hohentwiel), Waldshut-Tiengen, Hüfingen-Mundelfingen, Weingarten (Württemberg) und Bregenz.